# Voerstreek (Natura 2000)
Voerstreek is een Natura 2000-gebied (habitatrichtlijngebied BE2200039) in Vlaanderen. Dit gebied beslaat 1.592 hectare en ligt in de Belgische provincie Limburg in de Voerstreek. Het grootste gedeelte van dit gebied (825 ha) bestaat uit oude, massieve boskernen. Het kleinschalige open landschap is een mozaïek van graslanden omgeven door hagen, boomgaarden en holle wegen. In 2023 werd het Landschapspark Grenzeloos Bocagelandschap opgericht.
In het gebied komen zestien Europees beschermde habitattypes voor: blauwgraslanden, droge heide, droge kalkgrassen en struweel op kalkbodem, eiken-beukenbossen met wilde hyacint en parelgras-beukenbosen, eiken-beukenbossen op zure bodems, essen-eikenbossen zonder wilde hyacint, glanshaver- en grote vossenstaartgraslanden, heischrale graslanden en soortenrijke graslanden van zure bodems, kalkrijke beukenbossen, kalktufbronnen met tufsteenformatie, ondiepe beken en rivieren met goede structuur en watervegetaties, oude eiken-berkenbossen op zeer voedselarm zand, valleibossen, elzenbroekbossen en zachthoutooibossen, veldbies-beukenbossen, voedselrijke, gebufferde wateren met rijke waterplantvegetatie, voedselrijke, soortenrijke ruigtes langs waterlopen en boszomen.
Er komen dertien Europees beschermde soorten voor in het gebied: Atlantische zalm, bosvleermuis, grote hoefijzervleermuis, hazelmuis, ingekorven vleermuis, kamsalamander, laatvlieger, rivierdonderpad, rosse vleermuis, Spaanse vlag, vale vleermuis, vliegend hert, vroedmeesterpad.
Gebieden die deel uitmaken van het Natura 2000-gebied zijn onder andere:  vallei van de Berwijn en Fliberg, Altenbroek, Hoogbos, Alsbos, Stroevenbos, Vrouwenbos, Schoppemerheide, Martelberg, Broekbos, Konenbos, Veursbos, Roodbos, Vallei van de Gulp met Teuvenerberg en Opsinnich.

## Afbeeldingen

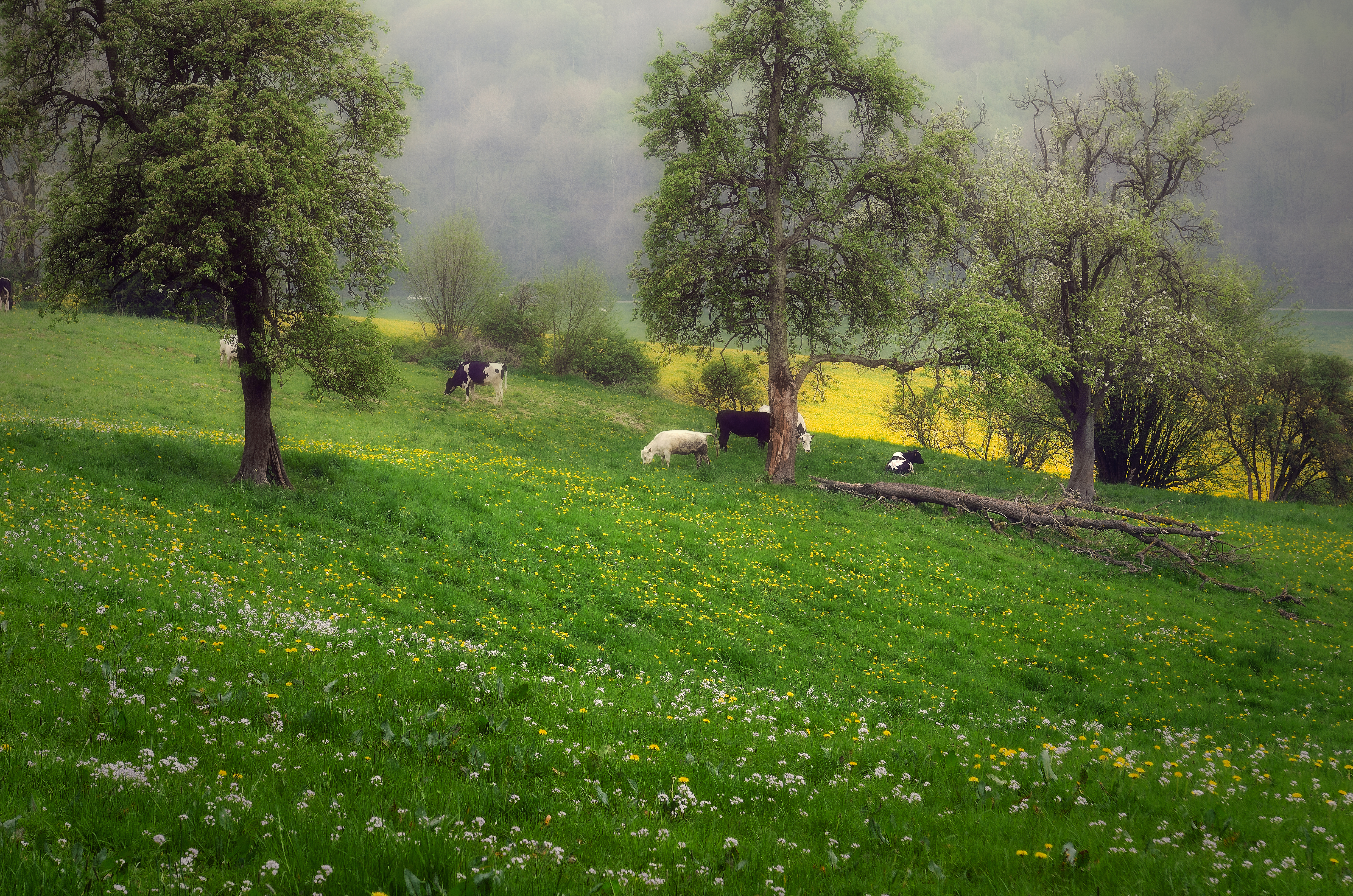
Altenbroek
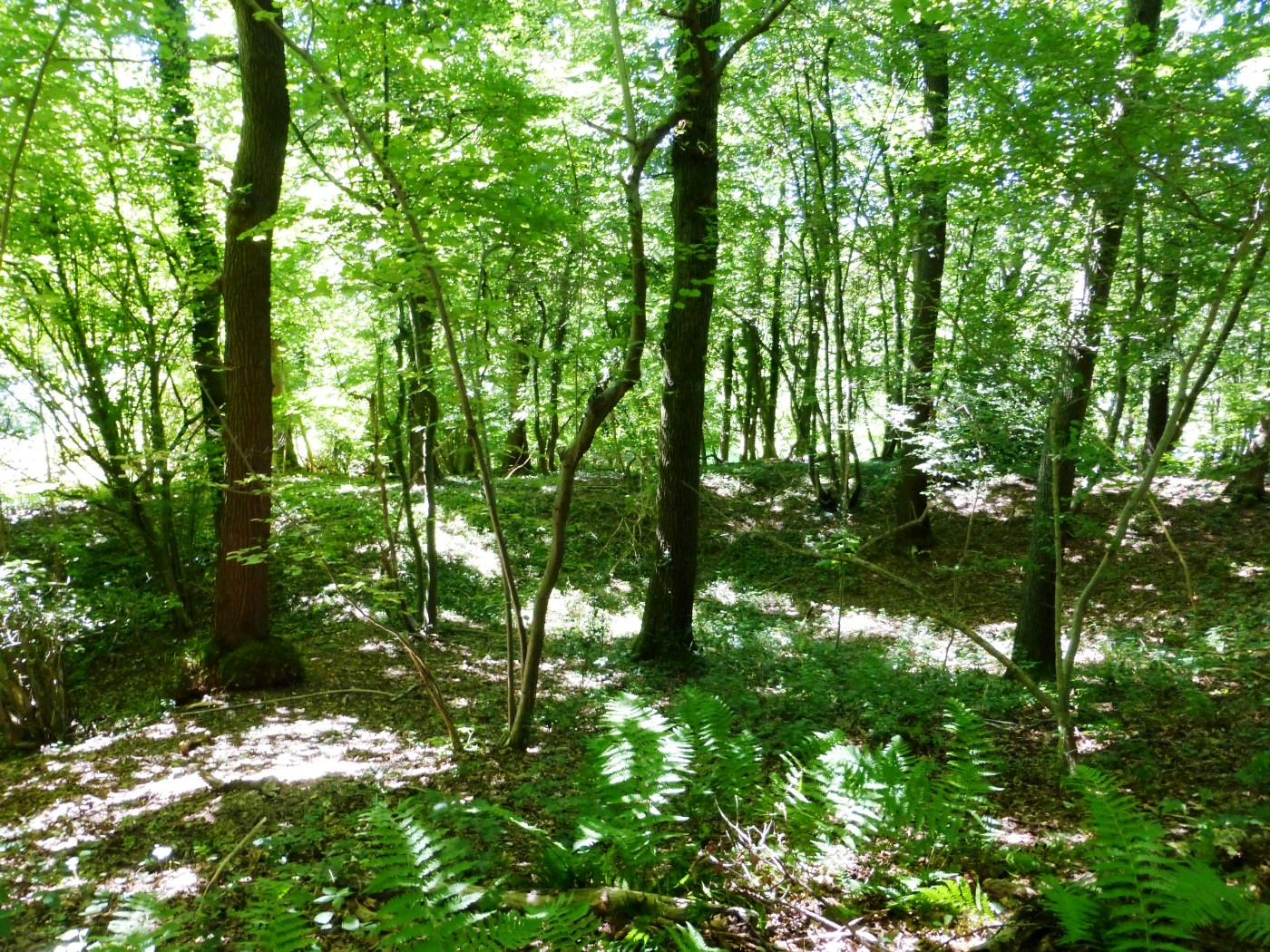
Broekbos
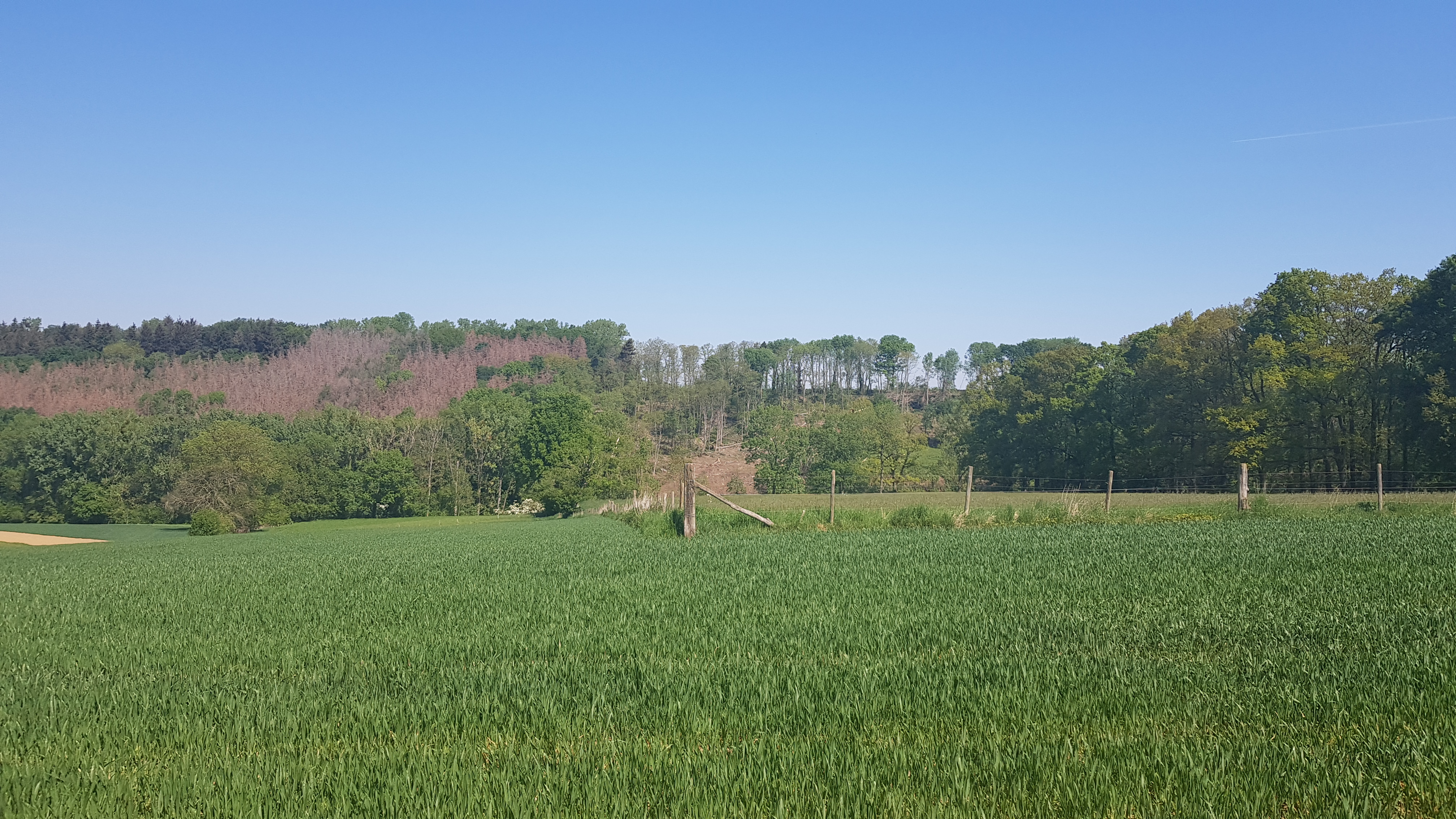
Hoogbos
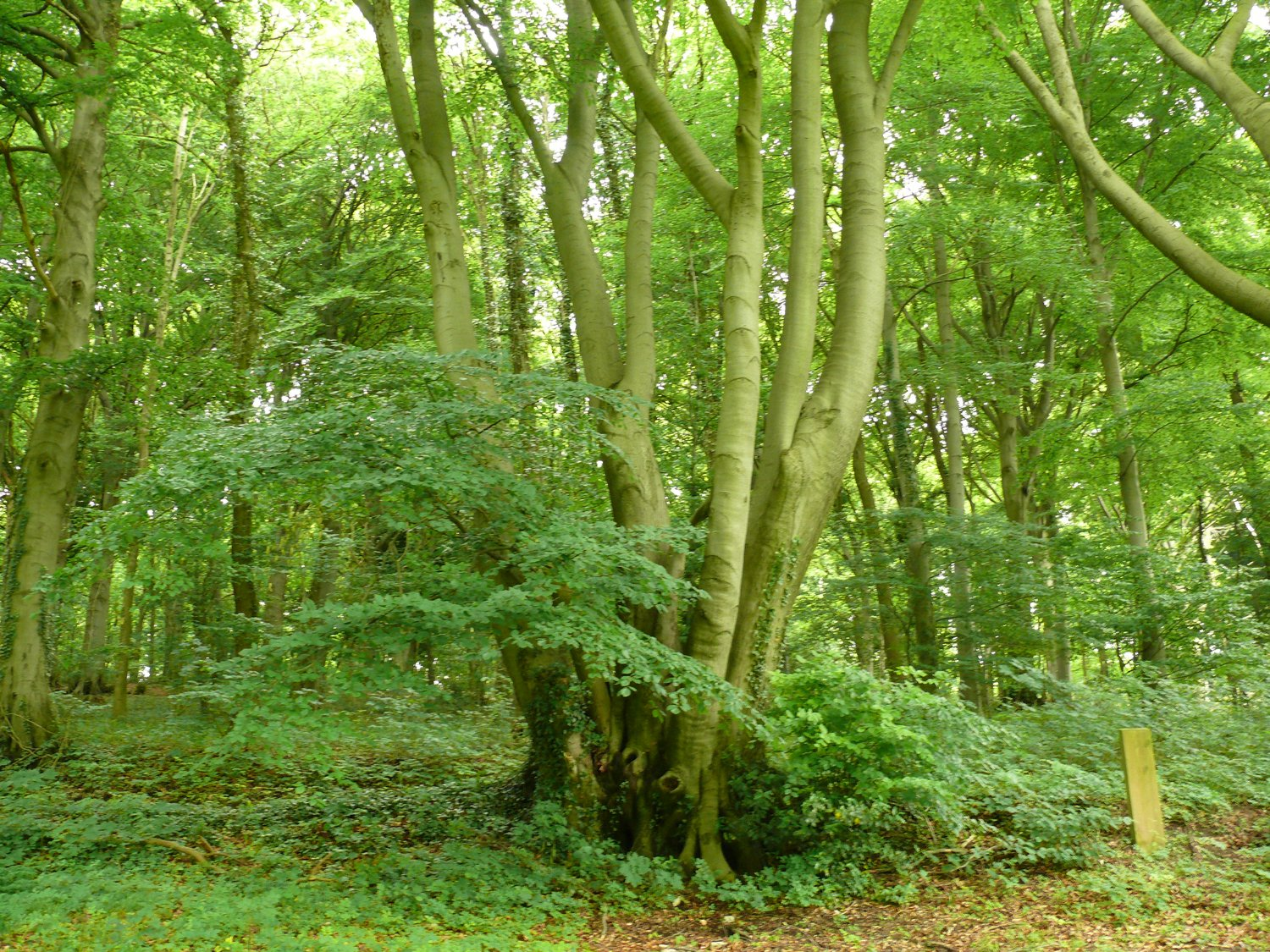
Veursbos
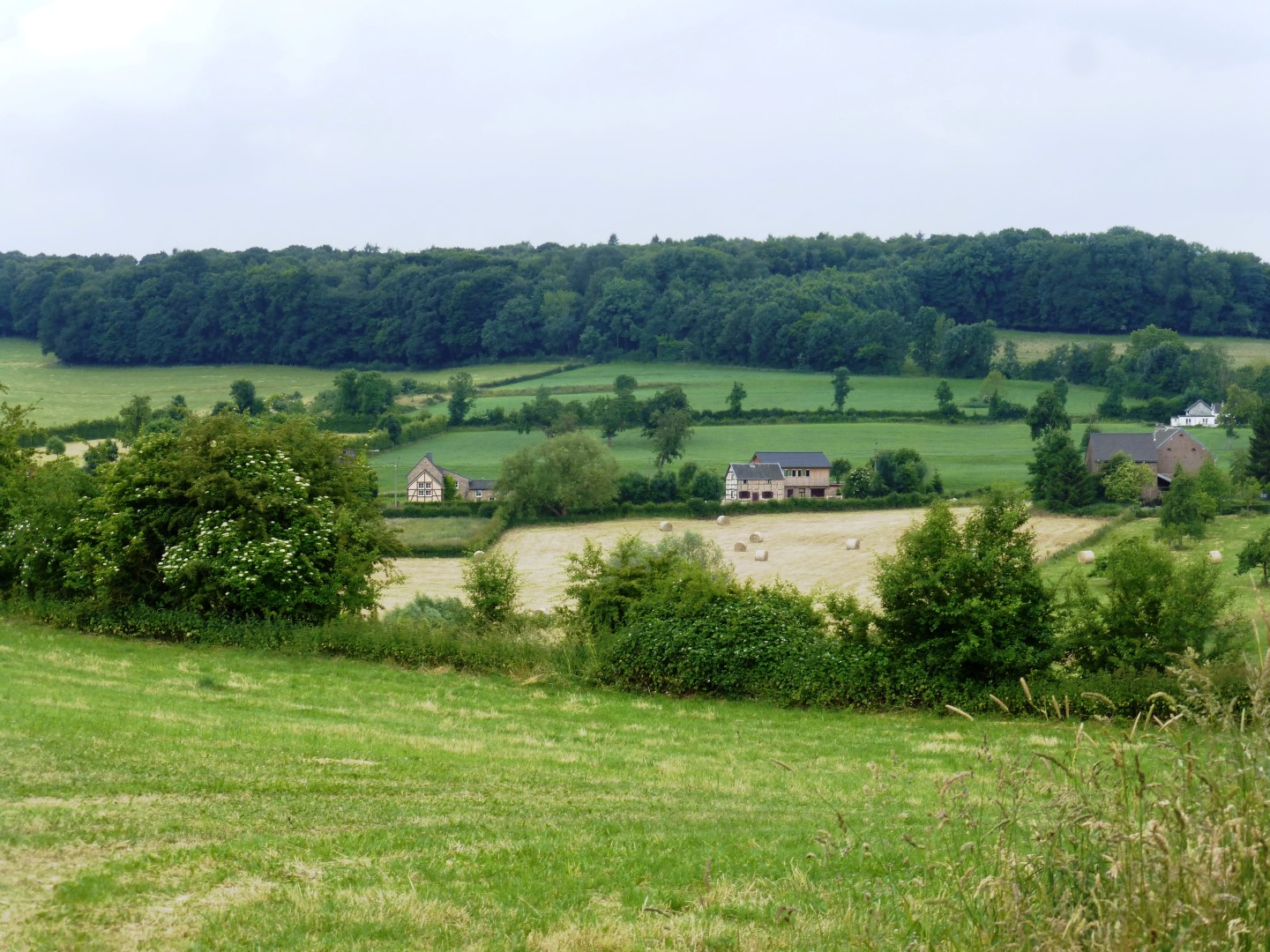
Vrouwenbos
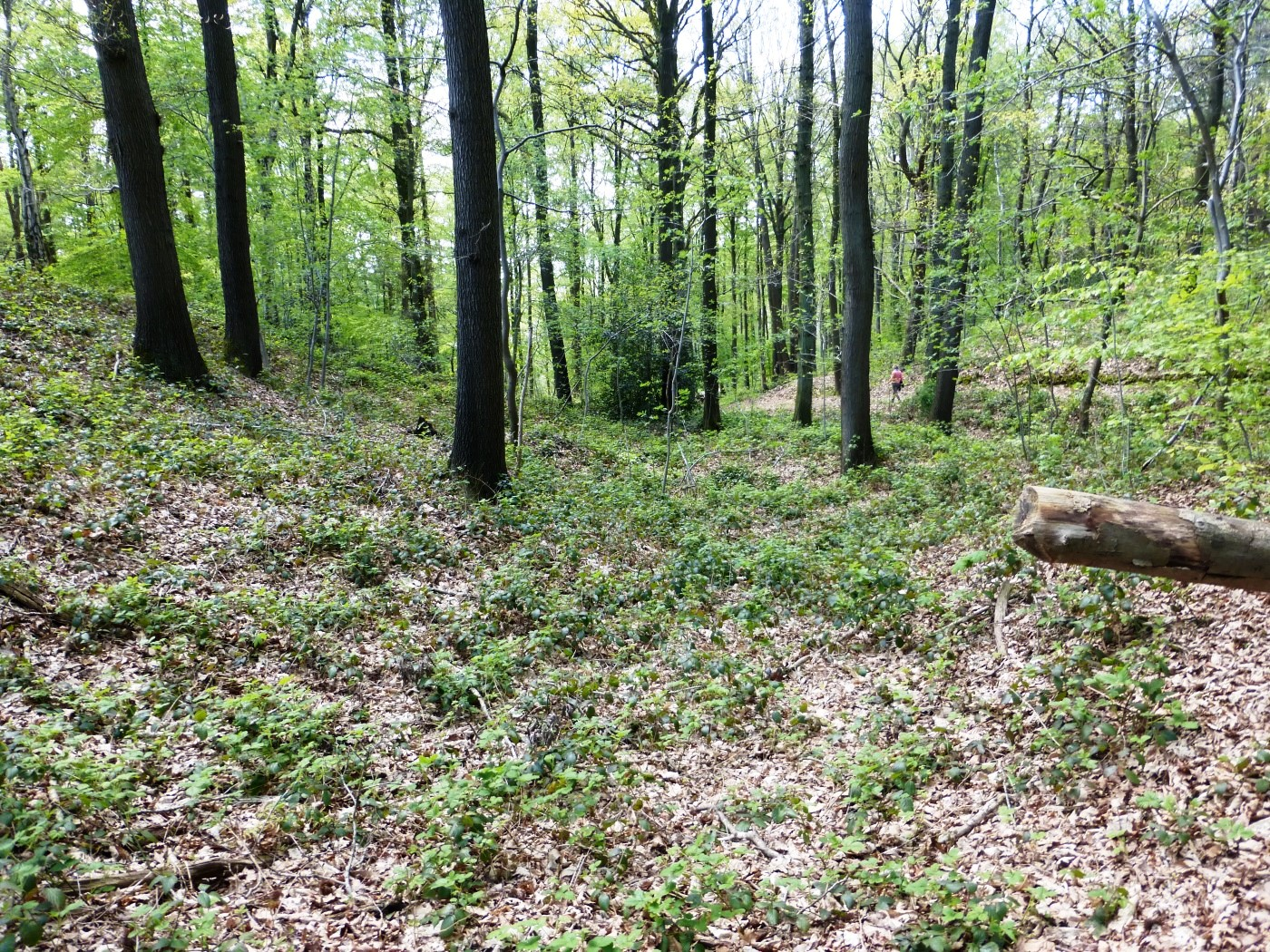
Schoppemerheide